# Balmaceda modesta
Balmaceda modesta is een spinnensoort uit de familie van de springspinnen (Salticidae).
De wetenschappelijke naam van de soort werd in 1878 gepubliceerd door Władysław Taczanowski.